# 수퍼 펀 나이트
《수퍼 펀 나이트》(Super Fun Night)는 2013년부터 2014년까지 ABC에서 방영된 미국의 시트콤이다.

## 배역
- 리벨 윌슨 - Kimberley "Kimmie" Boubier
- 로렌 애시 - Marika
- 리자 라피라 - Helen-Alice
- 케빈 비숍 - Richard Royce
- 케이트 젱킨슨 - Kendall Quinn